# Поповка (Митюковский сельсовет)
Поповка — деревня в Вожегодском районе Вологодской области на реке Ночница.
Входит в состав Митюковского сельского поселения, с точки зрения административно-территориального деления — в Митюковский сельсовет.
Расстояние по автодороге до районного центра Вожеги — 69 км, до центра муниципального образования Сосновицы — 1 км. Ближайшие населённые пункты — Гришинская, Сосновица, Васильевская.
По переписи 2002 года население — 14 человек.